# Mimonemophas quadrifasciatus
Mimonemophas quadrifasciatus là một loài bọ cánh cứng trong họ Cerambycidae.